# Пересипкін Іван Терентійович
Іван Терентійович Пересипкін (18 червня 1904, місто Горлівка, тепер Донецької області — 12 жовтня 1978, місто Москва) — радянський діяч, народний комісар зв'язку СРСР, маршал військ зв'язку. Член Центральної Ревізійної комісії ВКП(б) у 1941—1952 роках. Депутат Верховної ради РРФСР 4-го скликання. Депутат Верховної Ради СРСР 2-го скликання.

## Життєпис
Народився в місті Горлівці в родині робітника ртутного рудника. Незабаром після народження був відвезений до родичів у село Протасово Орловської губернії.
У 1919—1920 служив у Червоній армії, учасник громадянської війни в Росії на Південному фронті.
У 1920—1923 працював міліціонером і робітником рудника та заводу.
З 1923 року знову служив у Червоній армії (РСЧА). У 1924 році закінчив військово-політичну школу.
Член РКП(б) з 1925 року.
З 1925 року — політичний керівник (політрук) ескадрону, військовий комісар, командир окремого ескадрону зв'язку 1-ї кавалерійської дивізії.
У 1937 році закінчив Військово-електротехнічну академію РСЧА.
У 1937 — січні 1938 року — військовий комісар Науково-дослідного інституту зв'язку РСЧА.
У січні 1938 — березні 1939 року — військовий комісар Управління зв'язку РСЧА.
У березні 1939 — липні 1941 року — заступник начальника Управління зв'язку РСЧА.
Одночасно 10 травня 1939 — 22 липня 1944 року — народний комісар зв'язку СРСР.
У липні 1941 — 1946 року — начальник Управління зв'язку РСЧА.
Одночасно у липні 1941 — листопаді 1944 року — заступник народного комісара оборони СРСР.
У 1946—1957 роках — начальник військ зв'язку Сухопутних військ Збройних сил СРСР.
У 1957—1958 роках — науковий консультант при заступникові міністра оборони СРСР.
З 1958 року — військовий інспектор-радник Групи генеральних інспекторів Міністерства оборони СРСР.
Помер 12 жовтня 1978 року в Москві. Похований на Новодівочому цвинтарі Москви.

## Звання
- генерал-лейтенант військ зв'язку (27.12.1941)
- генерал-полковник військ зв'язку (31.03.1943)
- маршал військ зв'язку (21.02.1944[2])

## Нагороди
- чотири ордени Леніна (19.01.1943, 6.05.1946, 17.06.1954, 17.06.1964)
- орден Жовтневої Революції (17.06.1974)
- два ордени Червоного Прапора (3.11.1944, 3.11.1953)
- орден Кутузова І ступеня (29.07.1944)
- орден Червоної Зірки (22.02.1968)
- орден «За службу Батьківщині у Збройних Силах СРСР» ІІІ ст. (21.02.1978)
- медалі